# Homolophus thienshanense
Homolophus thienshanense is een hooiwagen uit de familie echte hooiwagens (Phalangiidae).